# Carl Ferdinand Allen
Carl Ferdinand Allen, född 23 april 1811 och död 27 december 1871, var en dansk historiker.

## Biografi
Allen avlade teologie examen 1836, blev docent med professors titel vid Köpenhamns universitet 1851, ordinarie professor där 1862. Sitt första framträdande som historisk författare gjorde Allen 1836, då han vann första priset i en tävling om den bästa danska historien med särskild hänsyn till folkets och statens inre utveckling. Hans huvudverk är det stort anlagda De tre nordiske Rigers Historie 1497–1536 (3 band 1864–72). Detta arbete, som intar en framskjuten plats inom den nordiska litteraturen, fullföljde han endast fram till 1527. Allen var starkt påverkad av tidens nationalliberala strömning, och det tar sig uttryck även i hans historiska skrifter, där han skildrar Kristian II med stor sympati. Han var även verksam som journalist och politisk skriftställar i nationalliberal anda.

## Utmärkelser
- Riddare av Dannebrogorden,  1858[4]
- Dannebrogsmännens hederstecken,  1869[4]

[Redigera Wikidata]